# Grönsö naturreservat
Grönsö naturreservat är ett naturreservat i Grönsöfjärden söder om ön Grönsö  i Enköpings kommun i Uppsala län.
Området är naturskyddat sedan 1974 och är 972 hektar stort. Reservatet består av 27 höga och klippiga öar, många med tallar. 